# Kriszta Incze
Kriszta Incze (5 maggio 1996) è una lottatrice rumena, specializzata nella lotta libera.

## Palmarès
- Giochi europei

Minsk 2019: bronzo nei 62 kg.
- Europei

Bucarest 2019: argento nei 65 kg.
Budapest 2022: bronzo nei 65 kg.
- Giochi della Francofonia

Lotta agli VIII Giochi della Francofonia: bronzo nei 63 kg.
- Mondiali universitari

Çorum 2016: argento nei 63 kg.